# Wilson Luís Seneme
Wilson Luís Seneme (San Paolo, 28 settembre 1970) è un arbitro di calcio brasiliano, internazionale dal 2006 al 2015.

## Carriera
Attivo a livello statale dal 2001, dallo stesso anno ha iniziato a dirigere in Série A. È affiliato sia alla CBF che alla FPF. Ha arbitrato in massima serie totalizzando più di 130 presenze, e ha diretto la partita di andata della finale della Coppa del Brasile 2007. Tra i suoi risultati più rilevanti negli incontri internazionali si annoverano la presenza in due edizioni della Copa Libertadores e in tre di Copa Sudamericana.
Nell'estate del 2011 è chiamato a dirigere in occasione del Campionato mondiale di calcio Under-20 in programma in Colombia, mentre pochi mesi dopo dirige la finale di ritorno di Copa Sudamericana tra Universidad de Chile e LDU Quito.
Nell'aprile 2012 viene inserito dalla FIFA in una lista di 52 arbitri preselezionati per i Mondiali 2014. Tuttavia un anno dopo, nel febbraio 2013, con la pubblicazione di una nuova lista aggiornata da parte della FIFA, si apprende che il nome del fischietto brasiliano è stato depennato.